# Lekkoatletyka na Letnich Igrzyskach Olimpijskich 2024 – sztafeta 4 × 400 m mężczyzn
Sztafeta 4 x 400 m mężczyzn na XXXIII Letnich Igrzysk Olimpijskich w Paryżu odbyła się w dniach 9–10 sierpnia 2024. Do rywalizacji przystąpiło 67 sportowców z 16 krajów. Areną zawodów był Stade de France.

## Terminarz
| Data             | Godzina rozpoczęcia |            |
| 9 sierpnia 2024  | 11:05               | Eliminacje |
| 10 sierpnia 2024 | 21:12               | Finał      |

## Rekordy
Przed rozpoczęciem zawodów aktualny rekord świata i rekord olimpijski były następujące:
| WR | Andrew Valmon, Quincy Watts, Butch Reynolds, Michael Johnson  | 2:54,29 | Stuttgart | 22 sierpnia 1993 |
| OR | LaShawn Merritt, Angelo Taylor, David Neville, Jeremy Wariner | 2:55,39 | Pekin     | 23 sierpnia 2008 |

## Eliminacje
Rozegrano dwa biegi eliminacyjne. Do finału awansowały 3 pierwsze sztafety z każdego biegu oraz trzy z najlepszymi czasami.

### Bieg 1
| Poz. | Tor | Reprezentacja     | Zawodnicy                                                                 | Czas    | Uwagi |
| ---- | --- | ----------------- | ------------------------------------------------------------------------- | ------- | ----- |
| 1.   | 6   | Botswana          | Letsile Tebogo, Busang Kebinatshipi, Anthony Pesela, Bayapo Ndori         | 2:57,76 | Q     |
| 2.   | 8   | Wielka Brytania   | Samuel Reardon, Matthew Hudson-Smith, Toby Harries, Charlie Dobson        | 2:58,88 | Q     |
| 3.   | 4   | Stany Zjednoczone | Quincy Wilson, Vernon Norwood, Bryce Deadmon, Christopher Bailey          | 2:59,15 | Q     |
| 4.   | 7   | Japonia           | Yuki Joseph Nakajima, Kaito Kawabata, Fuga Sato, Kentaro Sato             | 2;59,48 | q     |
| 5.   | 2   | Zambia            | Patrick Kakozi Nyambe, Kennedy Luchembe, Chanda Mulenga, Muzala Samukonga | 3:00,08 | q     |
| 6.   | 5   | Niemcy            | Jean Paul Bredau, Marc Koch, Manuel Sanders, Emil Agyekum                 | 3:00,29 |       |
| 7.   | 3   | Polska            | Maksymilian Szwed, Karol Zalewski, Daniel Sołtysiak, Kajetan Duszyński    | 3:01,21 |       |
| 8.   | 9   | Trynidad i Tobago | Renny Quow, Jereem Richards, Jaden Marchan, Shakeem McKay                 | 3:06,73 |       |

### Bieg 2
| Poz. | Tor | Reprezentacja     | Zawodnicy                                                                   | Czas    | Uwagi |
| ---- | --- | ----------------- | --------------------------------------------------------------------------- | ------- | ----- |
| 1.   | 3   | Francja           | Muhammad Abdallah Kounta, Gilles Biron, Téo Andant, Fabrisio Saïdy          | 2:59,53 | Q     |
| 2.   | 7   | Belgia            | Jonathan Sacoor, Dylan Borlée, Florent Mabille, Kevin Borlée                | 2:59,84 | Q     |
| 3.   | 5   | Włochy            | Luca Sito, Vladimir Aceti, Alessandro Sibilio, Edoardo Scotti               | 3:00,26 | Q     |
| 4.   | 2   | Indie             | Muhammed Anas Yahiya, Muhammad Ajmal Variyathodi, Amoj Jacob, Rajesh Ramesh | 3:00,58 |       |
| 5.   | 4   | Brazylia          | Lucas Carvalho, Lucas Vilar, Douglas Mendes, Matheus Lima                   | 3:00,95 |       |
| 6.   | 9   | Hiszpania         | Iñaki Cañal, Óscar Husillos, David García Zurita, Julio Arenas              | 3:01,60 |       |
| 7.   | 6   | Południowa Afryka | Gardeo Isaacs, Zakithi Nene, Antonie Matthys Nortje, Lythe Pillay           | 3:03,19 | qR    |
|      | 8   | Nigeria           | Ifeanyi Emmanuel Ojeli, Ezekiel Nathaniel, Dubem Amene, Chidi Okezie        | DQ      |       |

## Finał
| Pozycja | Tor | Reprezentacja     | Zawodnicy                                                                 | Czas    | Uwagi |
| ------- | --- | ----------------- | ------------------------------------------------------------------------- | ------- | ----- |
| złoto   | 4   | Stany Zjednoczone | Christopher Bailey, Vernon Norwood, Bryce Deadmon, Rai Benjamin           | 2:54,43 | OR    |
| srebro  | 6   | Botswana          | Bayapo Ndori, Busang Kebinatshipi, Anthony Pesela, Letsile Tebogo         | 2:54,53 | AR    |
| brąz    | 7   | Wielka Brytania   | Alex Haydock-Wilson, Matthew Hudson-Smith, Lewis Davey, Charlie Dobson    | 2:55,83 | AR    |
| 4.      | 5   | Belgia            | Jonathan Sacoor, Dylan Borlée, Kevin Borlée, Florent Mabille              | 2:57,75 | NR    |
| 5.      | 1   | Południowa Afryka | Gardeo Isaacs, Zakithi Nene, Lythe Pillay, Antonie Matthys Nortje         | 2:58,12 | NR    |
| 6.      | 2   | Japonia           | Yuki Joseph Nakajima, Kaito Kawabata, Fuga Sato, Kentaro Sato             | 2:58,33 | AR    |
| 7.      | 9   | Włochy            | Luca Sito, Vladimir Aceti, Edoardo Scotti, Alessandro Sibilio             | 2:59,72 |       |
| 8.      | 3   | Zambia            | Patrick Kakozi Nyambe, Kennedy Luchembe, Chanda Mulenga, Muzala Samukonga | 3:02,76 |       |
| 9.      | 8   | Francja           | Muhammad Abdallah Kounta, Gilles Biron, Téo Andant, Fabrisio Saïdy        | 3:07,30 |       |